# سامو هونگ
سامو هونگ (انگلیسی: Sammo Hung؛ زادهٔ ۷ ژانویهٔ ۱۹۵۲) رزمی کار، بدل‌کار، هنرپیشه و کارگردان فیلم اهل چین است.
از فیلم‌هایی که وی در آن نقش داشته است می‌توان به دور دنیا در ۸۰ روز، ایپ من، اژدها وارد می‌شود، هاپکیدو، بازی مرگ، بروس لی: سرگذشت یک جنگ‌جو، همیشه اژدها و برادر خوبم دودو، اندکی ذن، هفت مبارز کوچک دلیر، شمشیر بی‌رحم، نامشخص و منطقه کشتار اشاره کرد.